# Eucharis shestakovi
Eucharis shestakovi är en stekelart som beskrevs av Gussakovskiy 1940. Eucharis shestakovi ingår i släktet Eucharis och familjen Eucharitidae. Inga underarter finns listade i Catalogue of Life.